# Earth Hour
Earth Hour er en international begivenhed, som går ud på at markere klimaproblematikken ved at få virksomheder, myndigheder, organisationer og private til at slukke lyset i en time for at nedbringe strømforbruget og CO2-udledningen. 
Klimakampagnen, der blev startet i 2007, er støttet af Verdensnaturfonden. Den danske kampagne hed de første år Sluk lyset Danmark. Det navn er siden blevet internationaliseret til Earth Hour.

## 2013
Earth Hour 2013 blev afholdt den 23. marts kl. 20:30 til 21:30 (centraleuropæisk tid).

## 2012
Earth Hour 2012 blev afholdt den 31. marts kl. 20:30 til 21:30 (centraleuropæisk tid).

## 2011
Earth Hour 2011 blev afholdt den 26. marts fra 20:30 til 21:30. På Filippinerne undlod tv-kanalerne ABS-CBN og Cartoon Network at sende i denne time.

## 2010
Earth Hour 2010 blev afholdt den 27. marts fra 20:30 til 21:30 (i Israel den 22. april). Året 2010 blev den hidtil største rapportere succes, hvor der deltog 126 lande. 
I USA viste en afstemning at omkring 90.000.000 amerikanere deltog. Lyset blev også slukket på bl.a. Mount Rushmore, Las Vegas Strip, Empire State Building og Niagara Falls.
I Vietnam, faldt elforbruget med 500.000 kWh under Earth Hour 2010, hvilket var tre gange mere end første gang Vietnam deltog i 2009.
Omkring 4.000 byer deltog, og andre kendte steder omfattede bl.a. Big Ben, Sydney operahus, Eiffeltårnet, Parthenon, Brandenburger Tor, og Den Forbudte By

## 2009
Earth Hour 2010 blev afholdt den 28. marts 2009. 96 lande og 4.159 byer deltog, hvilket var omkring 10 gange så mange byer som i 2008.
Blandt deltagerne var bl.a. FN's hovedkvarter i New York.
Svenska Kraftnät rapporterede et fald på 2,1 % i Earth Hour timen og 5 % i timen efter. Dette svarer til forbruget af omkring en halv million husstande ud af de 4,5 millioner husstande i Sverige.
Ontario i Canada, eksklusiv Toronto, sparede 6%, mens Toronto selv havde sparet 15,1% bl.a. ved at slukke for CN Tower. 
Filippinerne sparede 611 MWh elektricitet i den time, hvilket ville svare til at lukke et dusin kulkraftværker i en time.

## 2008
34 lande, 400 byer og 19.200 virksomheder deltog, og i Danmark havde 18 kommuner og 164 virksomheder tilsluttet sig kampagnen.
I Danmark deltog bl.a. Amalienborg og Gråsten slot i Earth Hour 2008.
Også Google deltog, da de i en time viste deres hjemmeside i USA, Colombia, Canada, Danmark, Irland og England med sort baggrund. Samtidig viste de teksten "We've turned the lights out. Now it's your turn – Earth Hour."

## 2007
Earth Hour blev afholdt den 31. marts 2007 i Sydney i Australien.